# White Sulphur Springs (Nyugat-Virginia)
White Sulphur Springs település az Amerikai Egyesült Államok Nyugat-Virginia államában, Greenbrier megyében. Lakosainak száma 2221 fő (2020. április 1.).

## Közlekedés
A települést érinti az Amtrak egyik távolsági vasúti járata is, a Cardinal.

## Népesség
A település népességének változása:

| 2010 | 2 444 |
| 2020 | 2 221 |